# Греция на зимних Олимпийских играх 2014
Греция принимала участие в зимних Олимпийских играх 2014 года, которые проходили в Сочи с 7 по 23 февраля. Сборная была представлена семью атлетами в пяти видах спорта.

## Состав и результаты олимпийской сборной Греции

### Горнолыжный спорт
Мужчины
| Спортсмен                | Дисциплина        | 1-я попытка | 1-я попытка | 2-я попытка | 2-я попытка | Всего   | Всего |
| Спортсмен                | Дисциплина        | Время       | Место       | Время       | Место       | Время   | Место |
| ------------------------ | ----------------- | ----------- | ----------- | ----------- | ----------- | ------- | ----- |
| Константинос Сикарас     | Гигантский слалом | 1:30,75     | 59          | 1:31,58     | 51          | 3:02,33 | 52    |
| Константинос Сикарас     | Слалом            | 57,83       | 64          | 1:06,75     | 35          | 2:04,08 | 36    |
| Константинос Сикарас     | Супергигант       | н/д         | н/д         | н/д         | н/д         | 1:26,32 | 52    |
| Массимилиано Валькареджи | Гигантский слалом | 1:30,72     | 58          | 1:33,64     | 56          | 3:04,36 | 54    |
| Массимилиано Валькареджи | Слалом            | 58,97       | 68          | 1:06,75     | 38          | 2:05,72 | 38    |
| Массимилиано Валькареджи | Супергигант       | н/д         | н/д         | н/д         | н/д         | DSQ     | DSQ   |

Женщины
| Спортсмен   | Дисциплина        | 1-я попытка | 1-я попытка | 2-я попытка | 2-я попытка | Всего   | Всего |
| Спортсмен   | Дисциплина        | Время       | Место       | Время       | Место       | Время   | Место |
| ----------- | ----------------- | ----------- | ----------- | ----------- | ----------- | ------- | ----- |
| София Ралли | Гигантский слалом | 1:33,63     | 66          | 1:32,84     | 56          | 3:06,47 | 58    |
| София Ралли | Слалом            | 1:05,20     | 47          | 1:01,57     | 37          | 2:06,77 | 38    |

### Биатлон
Мужчины
| Спортсменка       | Дисциплина           | Время | Промахи | Место |
| ----------------- | -------------------- | ----- | ------- | ----- |
| Апостолос Ангелис | Индивидуальная гонка | DNS   | DNS     | DNS   |
| Апостолос Ангелис | Спринт               | DNS   | DNS     | DNS   |

### Лыжные гонки
Мужчины
| Спортсмен         | Дисциплина | Результат | Результат  | Результат |
| Спортсмен         | Дисциплина | Время     | Отставание | Место     |
| ----------------- | ---------- | --------- | ---------- | --------- |
| Апостолос Ангелис | Спинт      | 4:01,87   | 33,52      | 74        |

Женщины
| Спортсменка     | Дисциплина | Результат | Результат  | Результат |
| Спортсменка     | Дисциплина | Время     | Отставание | Место     |
| --------------- | ---------- | --------- | ---------- | --------- |
| Панайота Цакири | Спинт      | 3:02,75   | 30,68      | 64        |

### Скелетон
| Спортсмен           | Дисциплина | 1-я попытка | 1-я попытка | 2-я попытка | 2-я попытка | 3-я попытка | 3-я попытка | 4-я попытка | 4-я попытка | Результат | Результат |
| Спортсмен           | Дисциплина | Время       | Место       | Время       | Место       | Время       | Место       | Время       | Место       | Время     | Место     |
| ------------------- | ---------- | ----------- | ----------- | ----------- | ----------- | ----------- | ----------- | ----------- | ----------- | --------- | --------- |
| Александрос Кефалис | Мужчины    |             |             |             |             |             |             |             |             |           |           |

### Прыжки с трамплина
| Соревнование        | Спортсмен         | Квалификация | Квалификация | Финал               | Финал               | Финал               | Финал               | Финал               | Финал               |
| Соревнование        | Спортсмен         | Результат    | Место        | 1 прыжок            | 1 прыжок            | 2 прыжок            | 2 прыжок            | Всего               | Место               |
| Соревнование        | Спортсмен         | Результат    | Место        | Результат           | Место               | Результат           | Место               | Всего               | Место               |
| ------------------- | ----------------- | ------------ | ------------ | ------------------- | ------------------- | ------------------- | ------------------- | ------------------- | ------------------- |
| Нормальный трамплин | Нико Полихронидис | 85.0         | 48           | Не квалифицировался | Не квалифицировался | Не квалифицировался | Не квалифицировался | Не квалифицировался | Не квалифицировался |
| Большой трамплин    | Нико Полихронидис | 74.7         | 47           | Не квалифицировался | Не квалифицировался | Не квалифицировался | Не квалифицировался | Не квалифицировался | Не квалифицировался |